# شهادة المرأة في الإسلام
تعد شهادة المرأة في الإسلام موضع خلاف، إذ تتراوح مواقف المجتمعات الإسلامية من الرفض التام لشهادة الإناث في بعض المجالات القانونية، إلى القبول المشروط (كاعتبارها نصف شهادة الذكر، أو مع شرط دعمها بشهادة الذكر)، إلى القبول الكامل دون أي تحيز على أساس الجنس.
تُعرف الشهادة في الشريعة الإسلامية بأنها الإقرار بحق الطرف الثاني على الثالث، مع وجود أشكال أخرى من الأدلة (البيّنة)، مثل اليمين، والإقرار، وقرائن الأحوال، ويجب أن تشتمل الشهادة على علم يقيني بالحدث المؤكد، ولا يجوز أن تكون مبنية على الظن.

تروي السورة الثانية من القرآن، سورة البقرة، الآية 282، الأساس لقاعدة أن شهادة امرأتين تعادل شهادة رجل واحد في تقديم شهادة الشهود في المواقف المالية.
«يَا أَيُّهَا الَّذِينَ آمَنُوا إِذَا تَدَايَنتُم بِدَيْنٍ إِلَىٰ أَجَلٍ مُّسَمًّى فَاكْتُبُوهُ ۚ وَلْيَكْتُب بَّيْنَكُمْ كَاتِبٌ بِالْعَدْلِ ۚ وَلَا يَأْبَ كَاتِبٌ أَن يَكْتُبَ كَمَا عَلَّمَهُ اللَّهُ ۚ فَلْيَكْتُبْ وَلْيُمْلِلِ الَّذِي عَلَيْهِ الْحَقُّ وَلْيَتَّقِ اللَّهَ رَبَّهُ وَلَا يَبْخَسْ مِنْهُ شَيْئًا ۚ فَإِن كَانَ الَّذِي عَلَيْهِ الْحَقُّ سَفِيهًا أَوْ ضَعِيفًا أَوْ لَا يَسْتَطِيعُ أَن يُمِلَّ هُوَ فَلْيُمْلِلْ وَلِيُّهُ بِالْعَدْلِ ۚ وَاسْتَشْهِدُوا شَهِيدَيْنِ مِن رِّجَالِكُمْ ۖ فَإِن لَّمْ يَكُونَا رَجُلَيْنِ فَرَجُلٌ وَامْرَأَتَانِ مِمَّن تَرْضَوْنَ مِنَ الشُّهَدَاءِ أَن تَضِلَّ إِحْدَاهُمَا فَتُذَكِّرَ إِحْدَاهُمَا الْأُخْرَى».

## الوثائق المالية
يطلب القرآن في حالة الشهود للحصول على المستندات المالية، شهادة رجلين أو رجل واحد وامرأتين، وهذا ما يفسره عدد من علماء المسلمين على أنه يعني أن شهادة امرأتين تعدل شهادة رجل واحد. يقول تفسير ابن كثير: «اشترط الله أن تقوم امرأتان مقام الرجل الواحد، لما في المرأة من عيوب كما وصف النبي [في حديث]».
كتب جواد أحمد غامدي أن الإسلام يطلب شاهدتين مقابل رجل واحد في حالة المعاملات المالية كوسيلة لتخفيف المسؤولية لأنه لا يناسب مزاجهن ومجال اهتمامهن وبيئتهن المعتادة. يناقش بأن الإسلام لا يدعي أن شهادة المرأة هي النصف بأي حال من الأحوال. يرى الغامدي أن سياق الآية وألفاظها لا يتضمنان أي إشارة إلى سياق قانوني، إذ تنص الآية (21:01) أن الشهود فيما يتعلق بالعقود يكونوا بتلك الطريقة، بينما ينص البيان: فيما يتعلق بنزاعات العقود، يُستدعى شهود من هذا النوع، على غرار ما ورد في القرآن 4:15. يفسر الغامدي الآية القرآنية على أنها مجرد توصية موجهة للأفراد، وسيكون لقاضي المحكمة أن يقرر النوع والأدلة الكافية لإثبات القضية.
يناقش الغامدي وأعضاء مؤسسته «المورد» موثوقية الحديث الذي يستخدم لإثبات موضوع نصف الشهادة وما يتعلق بفهمه المشترك. يؤكد الغامدي أيضًا أن الحديث لا يمكن استخدامه في جميع الحالات العامة لأنه يتعلق بالآية القرآنية التي يرتبط موضوعها بالمسائل المالية فقط. يناقش عالم الدين الباكستاني إسحاق أن الحصول على أدلة قاطعة أمر مهم، بغض النظر عما إذا كان من الممكن الحصول عليها من رجل واحد فقط أو امرأة واحدة فقط.
يرى الغامدي أن ابن القيم وابن تيمية لهما آراء مماثلة له. رأى القيم أن الآية تتعلق بالمسؤولية الثقيلة للشهادة التي يحمي بها صاحب الثروة حقوقه، وليس بقرار من المحكمة، وهما مختلفان تمامًا عن بعضهما البعض. يقال أيضًا أن ذلك يوضح أن القرآن لا يريد أن يسبب صعوبات للنساء. أيد ابن تيمية عدم استخدام الآية 282 من القرآن لإثبات التمييز ضد المرأة، ومع ذلك، اعتقد كل من ابن القيم وابن تيمية بالفرق في القيمة الإثباتية لشهادة الرجل وشهادة المرأة. يقال إنه على الرغم من اعتقاد ابن القيم بكون النساء أكثر عرضة لارتكاب الأخطاء، ينبغي بدلًا من التوصل إلى تمييز عام من هذا النوع، التعامل مع شهادة المرأة على أساس فردي. أكد ابن القيم- في الحالات التي تشترك فيها المرأة والرجل في جميع الصفات الإسلامية الحميدة للشاهد- أن شهادة المرأة التي تدعمها امرأة أخرى قد تعدّ أقوى من شهادة الرجل غير المؤكدة. عدّ ابن القيم شهادة بعض النساء الاستثنائيات كناقلات الحديث أعظم بلا شك من شهادة رجل أقل شأنًا.

كتب ابن تيمية: 
«فَمَا كَانَ مِنْ الشَّهَادَاتِ لَا يُخَافُ فِيهِ الضَّلَالُ فِي الْعَادَةِ لَمْ تَكُنْ فِيهِ عَلَى نِصْفِ رَجُلٍ».
كتب ابن القيم: 
«وَالْمَرْأَةُ الْعَدْلُ كَالرَّجُلِ فِي الصِّدْقِ وَالْأَمَانَةِ وَالدِّيَانَة إلَّا أَنَّهَا لَمَّا خِيفَ عَلَيْهَا السَّهْوُ وَالنِّسْيَانُ قَوِيَتْ بِمِثْلِهَا وَذَلِكَ قَدْ يَجْعَلُهَا أَقْوَى مِنْ الرَّجُلِ الْوَاحِدِ أَوْ مِثْلَهُ».

## الأفعال الإجرامية
يدعو عدد كبير من علماء المسلمين المحافظين- كامتداد للقيود المزعومة في العقود المالية- أيضًا إلى التمييز ضد شهادات النساء في قضايا الحد والقصاص أيضًا، ولكن ليس في قضايا التعزير.
كتب الفقيه المالكي ابن رشد في القرن الثاني عشر أن الفقهاء يختلفون حول وضع شهادة المرأة في حالات الحدود، العقوبات على الجرائم الخطيرة، وبحسب ابن رشد، يرى بعض العلماء أن شهادة المرأة في هذه الحالات غير مقبولة بغض النظر عما إذا كانت تشهد مع شهود من الرجال. كتب أن المدرسة الفكرية المعروفة باسم الظاهرية تعتقد أنه إذا شهدت امرأتان أو أكثر إلى جانب شاهد ذكر، فإن شهادتهن مقبولة (كما هو الحال في الحالات المتعلقة بالمعاملات المالية، التي ذكرت سابقًا). يرفض الغامدي التوسع في تطبيق الآية 282 على الحوادث العرضية، بحجة أن الآية مقتصرة فقط على موضوع شهود العقد.
تسجل بعض الأحاديث وجود شهادات أنثى واحدة فقط في قضية قتل، كاغتيال الخليفة عثمان، وقد أدى قبول هذه الشهادات إلى الحكم بالإعدام على القاتل وبدء حملة ضد الدولة. يُفرض الاختلاف بين الجنسين وفقًا للتفسيرات الكلاسيكية التي لا تسمح بشهادة الإناث في قضايا الحدود، على مسألة تحديد العقوبة التي ستُطبق، وليس على إثبات الذنب. تكون شهادة الإناث في هذا السياق مقبولة لإثبات ذنب المتهم، ولكن في غياب شهادة الرجل، لن يكون المذنب عرضة إلا للعقوبة التعزيرية، بدلًا من الحد.

## المعلقون التقليديون
يفسر المعلقون التقليديون المعاملة غير المتساوية للشهادة عادةً من خلال التأكيد على أن طبيعة المرأة تجعلها أكثر عرضة للخطأ من الرجال. اتبع الحداثيون المسلمون المصلح المصري محمد عبده في النظر إلى المقاطع الكتابية ذات الصلة على أنها مشروطة بأدوار الجنسين المختلفة وتجارب الحياة التي سادت في ذلك الوقت، بدلًا من القدرات العقلية المتدنية للمرأة بالفطرة، ما يجعل القاعدة غير قابلة للتطبيق بشكل عام في جميع الأوقات والأماكن.